# Институциональный инвестор
Институциона́льный инве́стор (англ. institutional investor) — юридическое лицо, выступающее в роли держателя денежных средств (в виде взносов, паев) и осуществляющее их вложение в ценные бумаги, недвижимое имущество (в том числе права на недвижимое имущество) с целью извлечения прибыли. К институциональным инвесторам относятся инвестиционные фонды, пенсионные фонды, страховые организации, кредитные союзы (банки). Институциональные инвесторы обеспечивают почти половину торговли на нью-йоркской фондовой бирже, торгуя, как правило, большими пакетами акций. В США существует понятие квалифицированного институционального инвестора (англ. qualified institutional investor).
На современных рынках ценных бумаг институциональные инвесторы являются одними из важнейших участников, и особенно активное их развитие отмечалось с конца 1980-х годов.
Возрастанию значения институциональных инвесторов способствовали, с одной стороны, такие новые тенденции на рынках ценных бумаг, как значительное упрощение доступа индивидуальных инвесторов к этим рынкам, распространение сетевых структур, общее развитие методов финансовых операций и большая надежность финансового рынка в целом; с другой стороны — повышение доходов населения во многих странах мира, создавшее мотивацию к инвестированию сбережений.
Институциональные инвесторы предлагают более эффективное управление инвестиционными ресурсами, что не могут обеспечить индивидуальные инвесторы по причине отсутствия необходимых профессиональных навыков и опыта. Это управление обеспечивает диверсификацию рисков с помощью вложения средств индивидуальных инвесторов в различные инструменты финансового рынка.
Кроме того, институциональные инвесторы, аккумулируя сбережения мелких инвесторов, накапливают значительные ресурсы, что дает возможность снизить затраты на проведение операций на рынке ценных бумаг.

## Перекрестное владение акциями и его влияние на экономику
Начиная с 80-х годов 20-го века возрастает доля институциональных инвесторов в акционерных капиталах компаний.
По состоянию на 2008 год компания Fidelity Investments была самым крупным акционером в 10 % американских корпораций.
В настоящее время (на 2016—2017 год) выделяется «Большая тройка» американских инвестиционных компаний (Vanguard, BlackRock, State Street Corporation), которые вместе имеют крупнейшие пакеты акций в 40 % от всех публичных американских компаний, и в 88 % компаний составляющих S&P 500 (500 компаний с наибольшей капитализацией). В результате акции крупнейших американских компаний оказались сосредоточены в руках небольшого количества людей. Представители «большой тройки» декларируют, что они хотят быть активными акционерами и вмешиваться в управление компаниями. Концентрация собственности в настоящее время вероятно превосходит ту, которая наблюдалась в эпоху «баронов-разбойников».
Перекрестное владение институциональными инвесторами акциями компаний в одной отрасли снижает конкуренцию между этими компаниями и коррелирует с неоправданным повышением цен для потребителей. В США рост доли институциональных инвесторов коррелирует с ростом экономического неравенства.